# Distrikt Espinar
Der Distrikt Espinar liegt in der Provinz Espinar in der Region Cusco in Südzentral-Peru. Der am 11. Dezember 1942 gegründete Distrikt hat eine Fläche von 738 km². Beim Zensus 2017 lebten 37.187 Einwohner im Distrikt. Im Jahr 1993 lag die Einwohnerzahl bei 25.510, im Jahr 2007 bei 29.581. Die Distrikt- und Provinzverwaltung befindet sich in der auf einer Höhe von 3976 m gelegenen Provinzhauptstadt Yauri mit 30.845 Einwohnern (Stand 2017). Yauri liegt etwa 155 km südsüdöstlich der Regionshauptstadt Cusco. Etwa 15 km südöstlich von Yauri befindet sich die Kupfermine Tintaya.

## Geographische Lage
Der Distrikt Espinar liegt im Andenhochland im zentralen Süden der Provinz Espinar. Der Río Apurímac fließt entlang der westlichen Distriktgrenze, dessen linker Nebenfluss Río Salado bildet die nordöstliche Distriktgrenze.
Der Distrikt Espinar grenzt im Westen an den Distrikt Coporaque, im Nordosten an die Distrikte Pichigua, Alto Pichigua und Pallpata, im Osten an den Distrikt Ocoruro sowie im Süden an den Distrikt Tisco (Provinz Caylloma).